# Eos (tidskrift)
Eos är en finlandssvensk barntidning, grundad 1893, med en föregångare 1854–1866. Sedan 1926 ges tidningen ut av finlandssvenska nykterhetsförbundet, numera Nykterhetsförbundet Hälsa och Trafik.

## Historik
En föregångare till tidningen grundades 1854 av bland andra Zacharias Topelius, men hade lagts ner 1866. Maria Alexandra "Alli" Trygg-Helenius började ge ut den nya Eos 1893. Hon hade träffat Topelius då hon studerade till lärare och han var från början en av skribenterna. Vid Trygg-Helenius död 1926 tog nykterhetsförbundet över tidningen, så som hon önskat.
Vid starten 1893 kom Eos ut varje vecka och hade fyra sidor. Priset var fem penni, eller tre vid gruppbeställning.
Tidningens namn kommer från den grekiska mytologins gud Eos, då "barnen, de är livets morgonrodnad".